# Mamemo
Mamemo est un groupe belge de chanson française pour jeune public.
Mamemo est, depuis 1979, un élément du patrimoine culturel francophone belge. Cette année-là, Martine Peters - enseignante belge en éducation physique - et Olivier Battesti - musicien français ayant travaillé avec Steve Waring - créent ce groupe musical de spectacle de chansons pour enfants. Le succès est immédiat, avec leur premier spectacle « Bonjour la nuit » et leur premier album « Les bonbons ».
Depuis ces débuts, le groupe enchaîne spectacles, livres, CD et dessins animés musicaux dans un univers graphique et musical à la fois proche du pop art et de la musique du monde. Avec les dessins animés diffusés dans une quarantaine de pays, Mamemo devient un personnage à la tignasse blonde bouclée, accompagné de sa vache verte, évoluant dans un univers malicieux et poétique.
En 1982, l’association de promotion de la chanson pour enfants Autre chose pour rêver choisit comme nom le titre d’une chanson de Mamemo.
Constitué au départ du duo des fondateurs, le groupe s’enrichit au fil des années – outre les musiciens accompagnateurs – des apports de Marc Keyaert et de Céline Struelens du point de vue musical et de Michel Delvaux et d’Olivier Marcoen du point de vue graphique, pour la création des dessins animés Mamemo pour la chaine Playhouse Disney.
Une nouvelle production en animation 3D est actuellement[Quand ?] en production avec l’aide de Belle production et de France 3.

## Spectacles
- 1980-1982 : Bonjour la nuit
- 1982-1984 : Miroirs
- 1984-1987 : Tout l’monde
- 1987-1989 : Nouvelle adresse
- 1988-1990 : Au bout du fil - Nomination pour le prix Québec-Wallonie-Bruxelles
- 1991-1993 : Éventail- Nomination pour le prix Québec-Wallonie-Bruxelles.
- 1991-1993 : Participation au spectacle collectif Zéro à l’infini
- 1993-1997 : Capable tout seul ! - Mention spéciale du jury de la sélection à Huy ; Prix Sabam
- 1994 : Spectacle collectif Chaises musicales, avec Hadi El Gammal, Gibus, Jofroi, Marc Keyaert, Bernard Lhoir et Christian Merveille
- 1997-2000 : Le soleil est là !
- 2001-2004 : À moi le monde, avec 34 représentations dans Paris et plus 80 représentations en Belgique
- 2005 : C’est trop génial d’être aujourd’hui ! - 65 représentations
- 2007-2010 : J’arrive ! - 150 représentations en France et en Belgique
- 2010-2013 : Super Maman - France, Belgique, Haïti
- 2015 : Planète danse

## Discographie
- 1980 : Les Bonbons (33 tours)
- 1982 : Je voudrais tant (33 tours)
- 1983 : Tes idées (33 tours)
- 1984 : Tout l’monde (33 tours)
- 1987 : Reste encore (33 tours)
- 1991 : Éventail (CD)
- 1993 : Capable tout seul ! (CD)
- 1994 : Chaises musicales (CD, avec Hadi El Gammal, Gibus, Jofroi, Marc Keyaert, Bernard Lhoir et Christian Merveille)
- 1997 : Le soleil est là ! (CD)
- 2001 : À moi le monde (CD)
- 2003 : Pour conserver un papa en bonne santé (CD)
- 2005 : C’est trop génial d’être aujourd’hui (CD)
- 2007 : J’arrive (CD)
- 2011 : Super Maman (CD)

## Télévision
- 1982 : Création d'une émission Mamemo composée de 30 chansons pour la Radio-télévision belge (RTB) en collaboration avec FR3, la télévision suisse et la télévision canadienne. Diffusion sur les chaînes TV de 1983 à 1989
- 1988-1990 : Au bout du fil
- 2000 : Série TV Mamemo (52 épisodes de 4 minutes en animation pour la télévision diffusés dans plus de 40 pays dont le Japon, l’Allemagne et la France
- 2006 : Réalisation et production de la captation du spectacle C’est trop génial d’être aujourd’hui ! diffusée par la RTBF le 1er janvier 2007 et dans toutes les télévisions communautaires
- 2007 : Tournage du pilote d’une nouvelle série Mamemo 3D
- 2009-2013 : Série en animation Mamemo 3D (50 épisodes de 7 minutes et 10 épisodes de 13 minutes en coproduction avec France 3)